# Okręg wyborczy Mitcham
Okręg wyborczy Mitcham powstał w 1918 r. i wysyłał do brytyjskiej Izby Gmin jednego deputowanego. Okręg obejmował miasto Mitcham na przedmieściach południowego Londynu. Okręg został zlikwidowany w 1974 r.

## Deputowani do brytyjskiej Izby Gmin z okręgu Mitcham
- 1918–1923: Thomas Worsfold, Partia Konserwatywna
- 1923–1923: James Chuter Ede, Partia Pracy
- 1923–1940: Richard Meller, Partia Konserwatywna
- 1940–1945: Malcolm Robertson, Partia Konserwatywna
- 1945–1950: Tom Braddock, Partia Pracy
- 1950–1974: Robert Carr, Partia Konserwatywna